# Draft 1961 de la NBA
1960 1962
La draft 1961 de la NBA est la 15e draft de la National Basketball Association (NBA), se déroulant en amont de la saison 1961-1962. Elle s'est tenue le 27 mars 1961 à New York. Elle est organisée en 15 tours et 107 joueurs ont été sélectionnés,.
Lors de cette draft, 9 équipes de la NBA choisissent à tour de rôle des joueurs évoluant au basket-ball universitaire américain. Un joueur qui a terminé son cursus de quatre ans à l’université est admissible à la sélection. Si un joueur quitte l’université plus tôt, il n'est pas éligible pour la sélection jusqu’à ce qu'il ait obtenu son diplôme. Les deux premiers choix de la draft se décident entre les deux équipes arrivées dernières de leur division lors de la saison 1960-1961. Les équipes NBA avaient la possibilité, avant la draft, de sélectionner un joueur qui venait d'un lycée à moins de 80 kilomètres de la ville et abandonnèrent alors leur premier choix, il s'agit du territorial pick.
Ce fut la première participation à la draft de la nouvelle franchise des Packers de Chicago, qui prend part à une draft d'expansion, en amont de la draft NBA.
Walt Bellamy est sélectionné par les Packers en premier choix, parvient à être choisi pour participer au NBA All-Star Game et remporte le titre de NBA Rookie of the Year, en enregistrant des moyennes de 31,6 points et 19 rebonds par match,. Il est le seul joueur de la classe de draft à être intronisé au Basketball Hall of Fame.

## Draft
| ^ | Signale un joueur qui a été intronisé au Basketball Hall of Fame                        |
| + | Signale un joueur qui a été sélectionné pour au moins un match annuel NBA All-Star Game |
| R | Signale le joueur qui a remporté le titre de NBA Rookie of the Year                     |

### Premier tour
| Rang | Joueur          | Nationalité | Équipe NBA               | Université/Lycée/Club |
| ---- | --------------- | ----------- | ------------------------ | --------------------- |
| 1    | Walt Bellamy^ R | États-Unis  | Packers de Chicago       | Indiana               |
| 2    | Tom Stith       | États-Unis  | Knicks de New York       | Saint Bonaventure     |
| 3    | Larry Siegfried | États-Unis  | Royals de Cincinnati     | Ohio State            |
| 4    | Ray Scott       | États-Unis  | Pistons de Détroit       | Portland              |
| 5    | Wayne Yates     | États-Unis  | Lakers de Los Angeles    | Memphis State         |
| 6    | Ben Warley      | États-Unis  | Nationals de Syracuse    | Tennessee State       |
| 7    | Tom Meschery+   | États-Unis  | Warriors de Philadelphie | St. Mary's (CA)       |
| 8    | Cleo Hill       | États-Unis  | Hawks de Saint-Louis     | Winston-Salem         |
| 9    | Gary Phillips   | États-Unis  | Celtics de Boston        | Houston               |

### Deuxième tour
| Rang | Joueur         | Nationalité | Équipe NBA               | Université/Lycée/Club |
| ---- | -------------- | ----------- | ------------------------ | --------------------- |
| 10   | Whitey Martin  | États-Unis  | Knicks de New York       | Saint Bonaventure     |
| 11   | Bob Wiesenhahn | États-Unis  | Royals de Cincinnati     | Cincinnati            |
| 12   | Johnny Egan    | États-Unis  | Pistons de Détroit       | Providence            |
| 13   | Fred Sawyer    | États-Unis  | Lakers de Los Angeles    | Louisville            |
| 14   | Chris Smith    | États-Unis  | Nationals de Syracuse    | Virginia Tech         |
| 15   | Ted Luckenbill | États-Unis  | Warriors de Philadelphie | Houston Cougars       |
| 16   | Ron Horn       | États-Unis  | Hawks de Saint-Louis     | Indiana               |
| 17   | Al Butler      | États-Unis  | Celtics de Boston        | Niagara               |
| 18   | Jack Turner    | États-Unis  | Packers de Chicago       | Louisville            |
| 19   | Jerry Graves   | États-Unis  | Packers de Chicago       | Mississippi State     |
| 20   | York Larese    | États-Unis  | Packers de Chicago       | North Carolina        |
| 21   | Don Kojis+     | États-Unis  | Packers de Chicago       | Marquette             |
| 22   | Doug Moe       | États-Unis  | Packers de Chicago       | North Carolina        |
| 23   | Jeff Cohen     | États-Unis  | Packers de Chicago       | William & Mary        |

### Troisième tour
| Rang | Joueur          | Nationalité | Équipe NBA               | Université/Lycée/Club |
| ---- | --------------- | ----------- | ------------------------ | --------------------- |
| 24   | Tony Jackson    | États-Unis  | Knicks de New York       | St. John's            |
| 25   | Bob Nordmann    | États-Unis  | Royals de Cincinnati     | St. Louis             |
| 26   | Doug Kistler    | États-Unis  | Pistons de Détroit       | Duke                  |
| 27   | Frank Burgess   | États-Unis  | Lakers de Los Angeles    | Gonzaga               |
| 28   | Charles Osborne | États-Unis  | Nationals de Syracuse    | Western Kentucky      |
| 29   | Jack Egan       | États-Unis  | Warriors de Philadelphie | St. Joseph's          |
| 30   | Tom Chilton     | États-Unis  | Hawks de Saint-Louis     | East Tennessee        |
| 31   | Bill Depp       | États-Unis  | Celtics de Boston        | Vanderbilt            |
| 32   | Bill Bridges+   | États-Unis  | Packers de Chicago       | Kansas                |